# Queen Anne (scheepswrak)

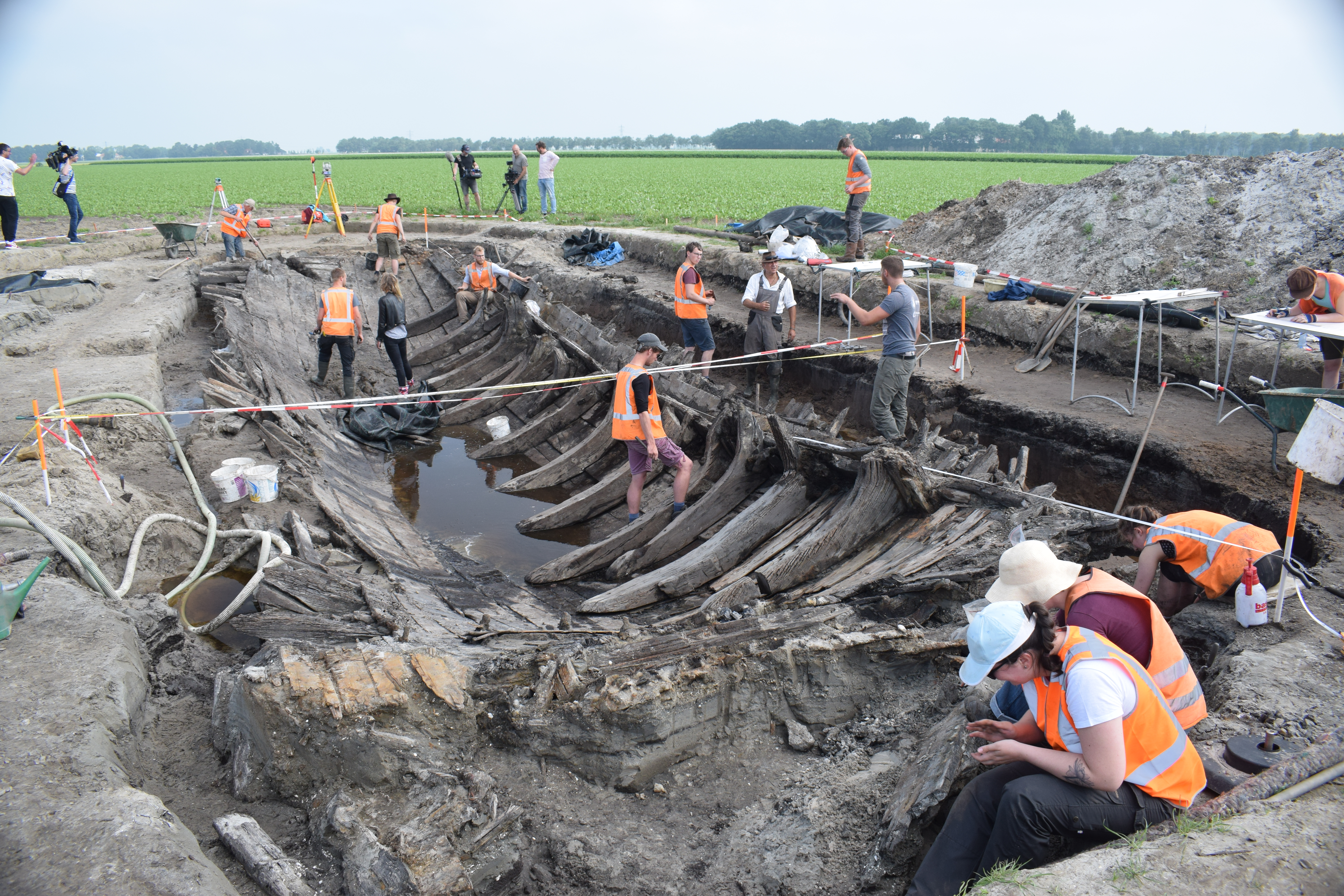
Medewerkers en studenten van de Rijksuniversiteit Groningen graven de bakboordzijde van de 'Queen Anne' op.

In de zomer van 2018 werd op een landbouwkavel aan de Hopweg nabij Rutten (Noordoostpolder) het scheepswrak Queen Anne opgegraven door archeologen van de Rijksuniversiteit Groningen.
Het wrak was twee jaar daarvoor ontdekt toen de landgebruiker tijdens ploegwerkzaamheden op houten constructieonderdelen was gestuit. In vier maanden tijd werd het scheepswrak volledig met de hand vrijgegraven, ingemeten, getekend en gedocumenteerd, waarna de houten restanten een nieuwe plaats kregen aan de rand van het Kuinderbos. Uit het onderzoek bleek dat de aangetroffen resten toebehoren aan de - voor Zuiderzeebegrippen - groot zeegaand vrachtschip dat moet zijn gezonken in het eerste kwart van de 18e eeuw. In het wrak werden meer dan duizend objecten aangetroffen, waaronder twee koninklijke tinnen lepels ('Royal Portrait Spoons') met daarop het portret van de Engelse koningin Anne. Daar waar de echte naam van het schip nog niet is achterhaald, werd besloten om het wrak tot die tijd te vernoemen naar de Engelse vorstin. Verschillende andere vondsten uit het wrak tonen aan dat het schip een zogenaamde Straatvaarder was, georiënteerd op handel in het Middellandse Zeegebied.

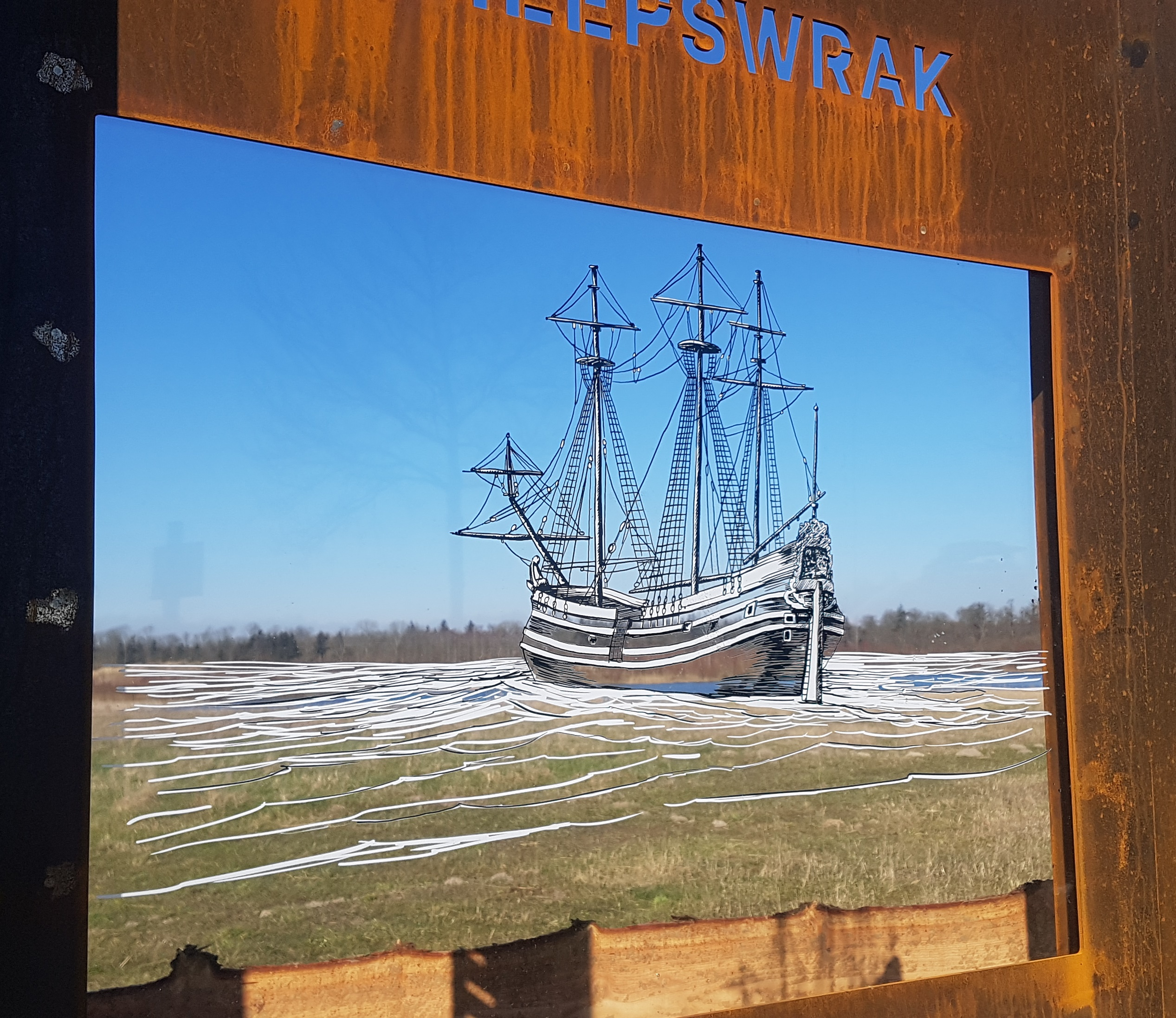
Doorkijkpaneel dat is geplaatst bij de resten van de 'Queen Anne'.